# Paul Vecchiali
Paul Vecchiali, né le 28 avril 1930 à Ajaccio (Corse) et mort le 18 janvier 2023 à Gassin (Var), est un réalisateur, producteur de cinéma et écrivain français.

## Biographie

### Jeunesse
Né à Ajaccio le 28 avril 1930, Paul Vecchiali passe son enfance à Toulon,. Sa famille, soupçonnée de pétainisme (alors que son père était en constante relation avec son beau-frère, résistant), préfère quitter cette ville après la guerre (Paul Vecchiali abordera ces thèmes dans son film En haut des marches). Le jeune homme entre à l'École polytechnique, dont il sort diplômé en 1955,.

### Carrière
Ami de Jacques Demy, il collabore aux Cahiers du cinéma, et à La Revue du cinéma, avouant une passion notamment pour Robert Bresson, Jean Grémillon et Max Ophüls.
Il produit les premiers films de Jean Eustache avant de fonder sa maison de production, Diagonale, en 1976.
Il réalise en 1961 un premier film, muet, Les Petits Drames dans lequel apparaît son idole Danielle Darrieux, tout en travaillant comme officier-instructeur à Polytechnique. François Truffaut fait partie des rares personnes à s'enthousiasmer dès le début. Lors de la projection des Ruses du diable (1965), il déclare : « Paul Vecchiali est le seul héritier de Jean Renoir. »

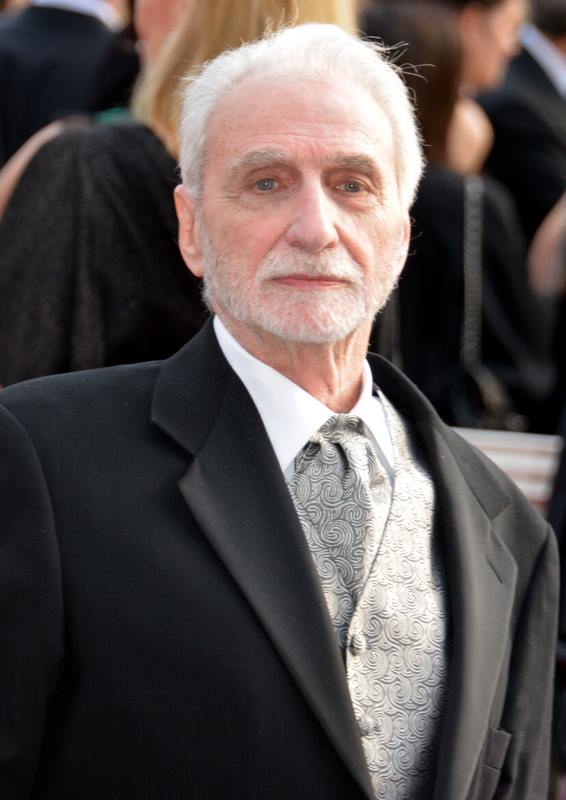
Paul Vecchiali au festival de Cannes 2016.

Paul Vecchiali a tourné plus d'une cinquantaine de films (en comptant ses réalisations pour la télévision), abordant les thèmes du sida, de la sexualité (homo, bi ou asexualité), de la peine de mort et de la religion. Son cinéma s'inspire du cinéma français des années 1930, avec une touche expérimentale et de l'autobiographie. Il a obtenu quatre fois l'avance sur recettes du CNC pour plusieurs dizaines de projets déposés, ce qui lui a inspiré le scénario du film À vot' bon cœur, sorti en 2004.
En 1965, il joue dans Le Bonheur d'Agnès Varda et, en 1975, coproduit Jeanne Dielman, 23, quai du commerce, 1080 Bruxelles de Chantal Akerman. À la même époque, il expérimente la pornographie avec Change pas de main qu'il fait produire par Jean-François Davy, qui le met en scène dans Les Pornocrates (1976).

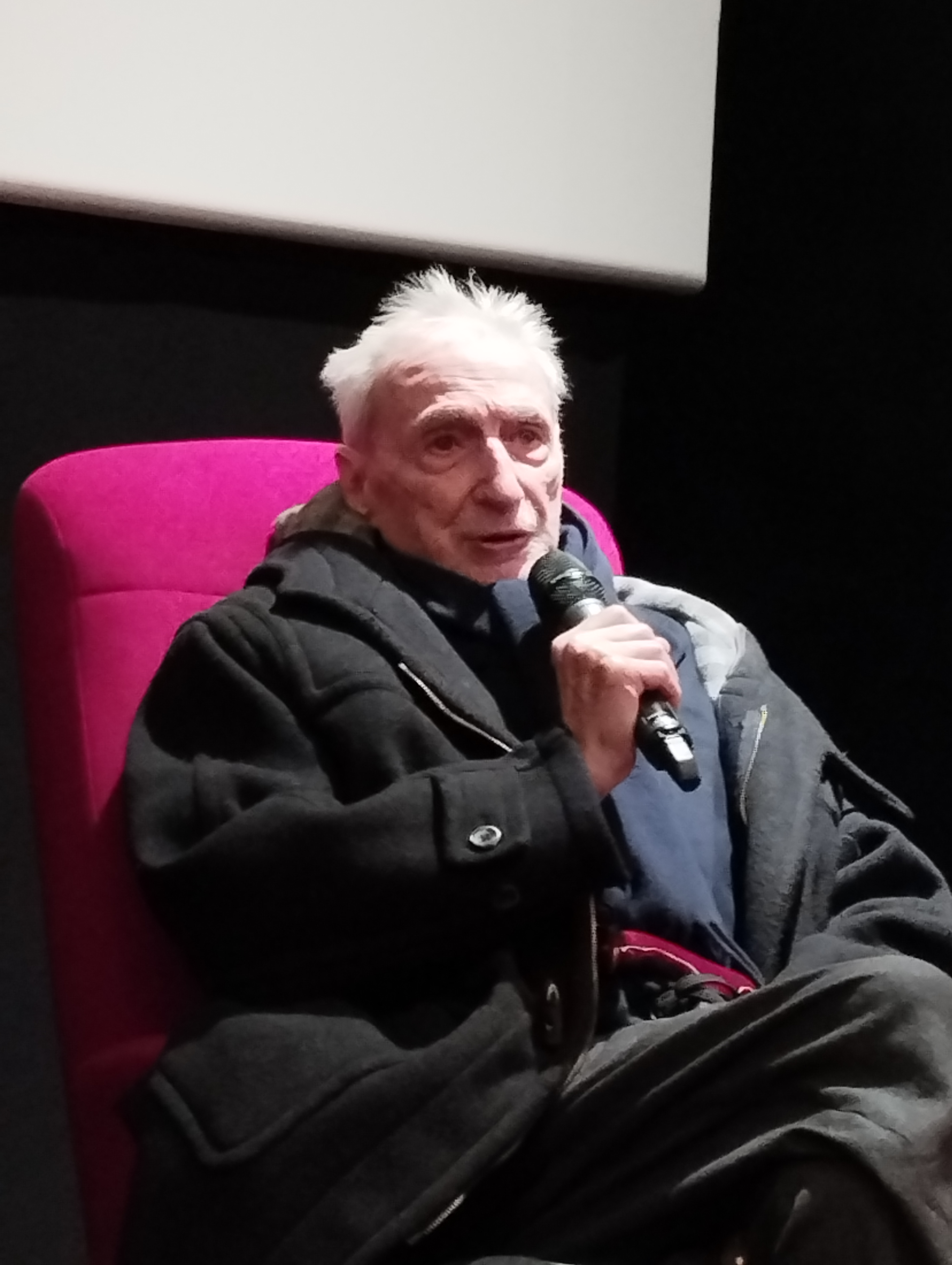
Paul Vecchiali lors de l'inauguration de la salle à son nom au cinéma Grand Action en septembre 2022.

En 2010, il publie son monumental dictionnaire, L'Encinéclopédie, consacré à la filmographie complète de cinéastes « français » ayant tourné dans les années 1930 et le début du parlant, la décennie de son enfance, qu'il considère comme très créative au cinéma, généreuse et insolente. Les guillemets indiquent bien qu'il inclut les cinéastes français ainsi que ceux ayant fait au moins un film produit en France durant cette décennie (Carl Theodor Dreyer, Fritz Lang, Billy Wilder, Georg Wilhelm Pabst…). La rétrospective, très complète, est d'une subjectivité assumée entre les cinéastes laissés de côté (Julien Duvivier, Jeff Musso, Carlo Rim, Louis Valray…) et ceux qu'il considère comme des fausses valeurs (Jean Renoir, Jean Delannoy, Henri-Georges Clouzot, Sacha Guitry…),,.

### Mort
Affaibli depuis plusieurs semaines par un cancer, il est hospitalisé en urgence à Gassin, dans le Var, où il meurt dans la nuit du 17 au 18 janvier 2023 à l'âge de 92 ans,. Sa mort est annoncée en début de soirée par son producteur et compagnon Malik Saad.
Ses obsèques se tiennent dans la plus stricte intimité, selon sa volonté, le 26 janvier à Vidauban, suivies par son incinération au crématorium de la même ville. Il est symboliquement inhumé le 28 avril suivant, jour de son anniversaire, au columbarium du cimetière de Saint-Pons au Plan-de-la-Tour (case 63), sa ville de résidence depuis 2006.
Son dernier long métrage, Bonjour la langue, a été réalisé quelques semaines plus tôt. Une sortie en salles est prévue pour l'année suivante, après une présentation en avant-première au Locarno Film Festival au mois d'août.

## Théâtre

### Auteur
- 1979 : Vous ne trouvez pas que ça sent la guerre ? de Noël Simsolo et Paul Vecchiali, mise en scène Christian Rauth, Festival d'Avignon
- 1989 : Poussières

### Metteur en scène
- 1984 : Revoir la mer de Jean-Pierre Thibaudat, Petit-Odéon
- 1985 : La Parisienne d'Henry Becque, Comédie-Française
- 1989 : Poussières de Paul Vecchiali
- 1989 : La parigina et La vedova d'après Henry Becque
- 1992 : Carmen Paradiz de Corinne Cousin
- 2008 : Albertine de Mona Heftre, d'après les écrits d'Albertine Sarrazin
- 2009 : La Fille du puisatier adapté du film-homonyme de Marcel Pagnol par Paul Vecchiali

## Filmographie

### En tant que réalisateur

#### Cinéma
- 1961 : Les Petits Drames (perdu)
- 1962 : Les Roses de la vie (court métrage)
- 1966 : Les Ruses du diable
- 1967 : Les Premières Vacances (court métrage)
- 1970 : L'Étrangleur
- 1972 : Les Jonquilles (court métrage)
- 1974 : Femmes Femmes
- 1975 : Change pas de main
- 1977 : La Machine
- 1978 : Maladie (court métrage)
- 1979 : Corps à cœur
- 1980 : C'est la vie
- 1983 : En haut des marches
- 1985 : Trous de mémoire
- 1985 : Rosa la rose, fille publique
- 1986 : Les Barnufles (court métrage)
- 1987 : Avec sentiment (court métrage)
- 1988 : Le Café des Jules
- 1988 : Once More (Encore)
- 1989 : Le Leurre (court métrage)
- 1992 : Fugue en sol mineur (court métrage)
- 1992 : Chanson pour Jacques (court métrage)
- 1994 : Wonder Boy (De sueur et de sang)
- 1994 : La Terre aux vivants (court métrage)
- 1996 : Zone franche
- 2004 : À vot' bon cœur
- 2005 : Dis-moi (version courte de Bareback)
- 2006 : Et plus si aff
- 2006 : Bareback ou la Guerre des sens
- 2007 : ... Et tremble d'être heureux
- 2007 : Être ou ne pas être
- 2009 : Humeurs et Rumeurs
- 2010 : Les Gens d'en-bas
- 2011 : Retour à Mayerling
- 2014 : Faux Accords
- 2014 : Nuits blanches sur la jetée
- 2014 : Just Married (court métrage)
- 2014 : La Cérémonie (court métrage)
- 2015 : C'est l'amour
- 2015 : Trois mots en passant (court métrage)
- 2016 : Le Cancre
- 2018 : Les Sept Déserteurs ou la Guerre en vrac
- 2018 : Train de vies ou les Voyages d'Angélique
- 2020 : Un soupçon d'amour
- 2022 : Pas... de quartier
- 2025 : Bonjour la langue

#### Télévision
- 1965 : Le Récit de Rebecca (court métrage)
- 1969 : Les Animaux malades de la science (court métrage)
- 1969-1973 : Réservé aux curieux (série télévisée)
- 1973 : Prenez garde aux moroses (court métrage)
- 1973 : Clignotant (série télévisée)
- 1974 : Albert Camus (documentaire)
- 1983 : Masculins singuliers (segment du film Archipel des amours)
- 1983 : Lettre d'un cinéaste (pour l'émission Cinéma, Cinémas)
- 1984 : Cœur de hareng (téléfilm)
- 1986 : À titre posthume (téléfilm)
- 1986 : Soft qui peut (court métrage)
- 1989 : Le Front dans les nuages (téléfilm)
- 1989 : En cas de bonheur (série télévisée, 20 épisodes sur 160)
- 1989 : Les Jurés de l'ombre (série télévisée)
- 1990 : Lise ou la Femme-miroir (court métrage)
- 1990 : Louise ou le Passé humilié (court métrage)
- 1990 : La Tendresse de l'araignée (téléfilm)
- 1991 : Vous êtes folle, Imogène (téléfilm)
- 1991 : L'Impure (téléfilm)
- 1992 : Sanguine  (téléfilm)
- 1993 : Point d'orgue  (téléfilm)
- 1996 : Imogène contre-espionne  (téléfilm)
- 1996 : Les Boulingrin (court métrage)
- 1996 : Les Larmes du sida (segment du film L'amour est à réinventer)
- 1998 : Victor Schœlcher, l'abolition  (téléfilm)

### En tant que producteur
Paul Vecchiali a produit ses films avec sa société Diagonale de 1975 à 1994. À cause des difficultés financières, la société fut vendue en 1998, et le cinéaste faillit arrêter complètement sa carrière (un hiatus qui lui fit redécouvrir la décennie du cinéma des années 1930, qu'il chroniqua dans L'Encineclopédie).
À partir de 2014, il redevient producteur avec une nouvelle société, Dialectik.

### En tant qu'acteur
- 1965 : Le Bonheur : Paul

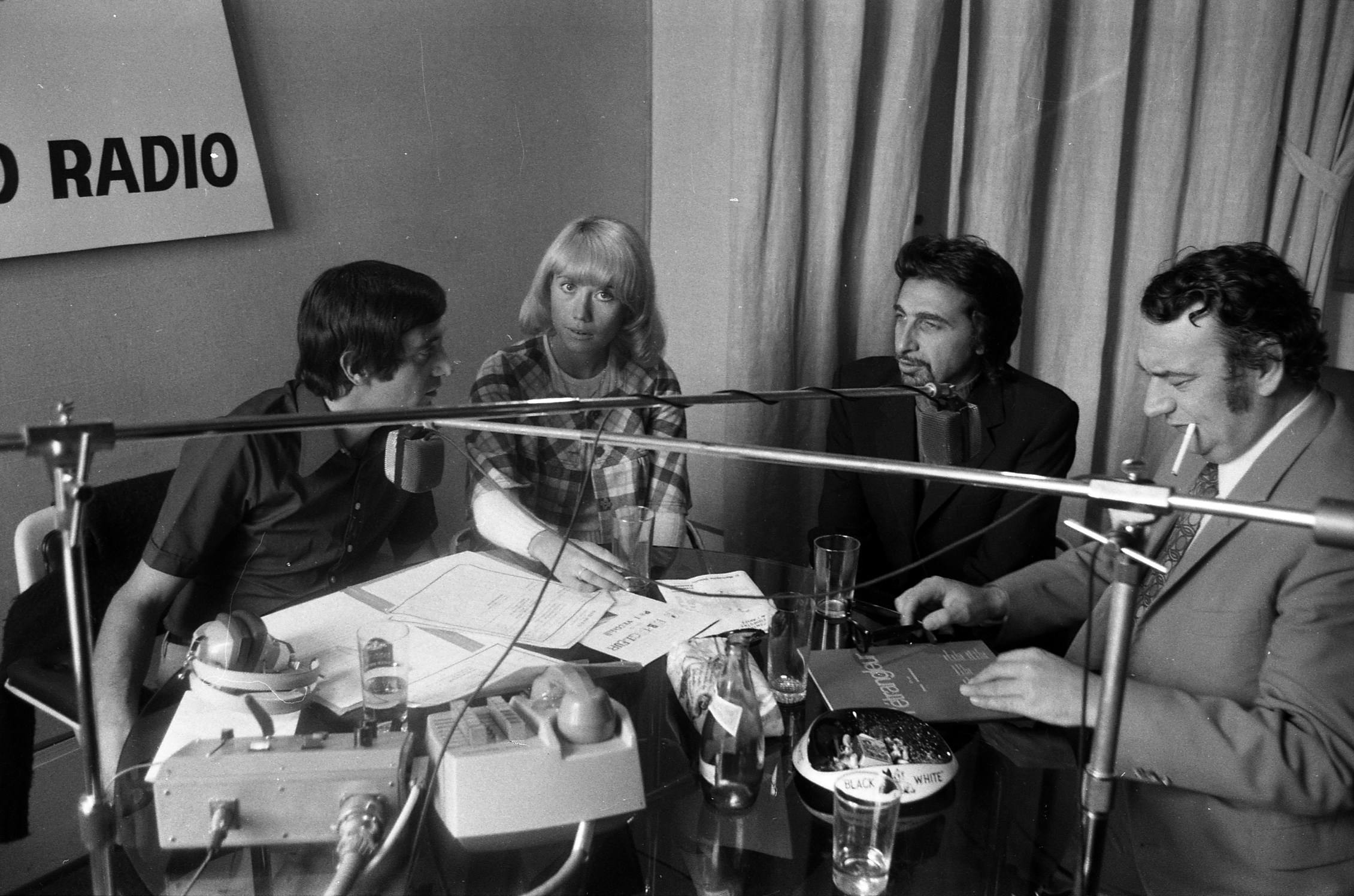
Paul Vecchiali (2e à droite), Julien Guiomar et Claude Manlay dans une émission de Sud Radio lors de la sortie de L'Étrangleur en 1972.

- 1977 : La Machine : maître Altiani
- 1984 : Trous de mémoire : Paul
- 1987 : Encore : l'homme dans le métro
- 2004 : À vot' bon cœur : Monsieur Paul
- 2012 : Trois, pas un de plus (documentaire) : narrateur (à propos de la vie de Paul Vecchiali)[17]
- 2014 : Faux Accords : l'homme qui a perdu son compagnon
- 2015 : C'est l'amour : le père de Jean
- 2016 : Le Cancre : Rodolphe, le père de Laurent

### Autres fonctions
- 1965 : L'Or du duc de Jacques Baratier - en tant qu'assistant réalisateur
- 1965 : Nick Carter et le Trèfle rouge de Jean-Paul Savignac - en tant que coscénariste
- 1979 : Les Belles Manières de Jean-Claude Guiguet - en tant que monteur
- 1981 : Le Goûter de Josette de  Gérard Frot-Coutaz - en tant que monteur

## Publications

### Essais
- L'Encinéclopédie : Cinéastes français des années 1930 et leur œuvre, vol. 1, Paris, Éditions de l'Œil, 2010, 880 p. (ISBN 978-2-35137-094-0)
- L'Encinéclopédie : Cinéastes français des années 1930 et leur œuvre, vol. 2, Paris, Éditions de l'Œil, 2010, 738 p. (ISBN 978-2-35137-095-7)

### Romans
- Marie-Christine, Paris, D'Halluin et Cie, 1966, 141 p.
- La Pieuvre par neuf, Paris, Éditions Baleine, coll. « Le Poulpe », 1996, 151 p. (ISBN 978-2-84219-010-1)
- Les Frontières de l'aube, Paris, Le Reflet, 1999 (ISBN 978-2-23405-231-4)rééd. Stock, Paris, 2002, 425 p.  (ISBN 978-2-23405-231-4)rééd. Aléas, Lyon, 2006, 305 p.  (ISBN 978-2-84301-153-5)
- Quand meurt le fantastique..., Lyon, Aléas, 2002, 112 p. (ISBN 978-2-90801-619-2)
- Indécente Mémoire, Montpellier, H&O Éditions, 2003, 224 p. (ISBN 978-2-84547-068-2)
- Vade Retro, Montpellier, H&O Éditions, 2004, 224 p. (ISBN 978-2-84547-087-3)
- Les Parfums de l'aurore, Paris, Le Reflet, 2007 (ISBN 978-2-91216-233-5)
- Vespérales, Montpellier, H&O Éditions, 2008, 203 p. (ISBN 978-2-84547-178-8)
- Calme était la mer, Montpellier, H&O Éditions, 2010, 220 p. (ISBN 978-2-84547-197-9)
- Pay, Black, Paris, Société des écrivains, 2013, 204 p. (ISBN 978-2-34201-440-2)
- L'Affaire Pallas, Paris, Archipel, 2014, 260 p. (ISBN 978-2-80981-569-6)
- Une âme sans peine, Paris, Le Lys Bleu, 2019, 152 p. (ISBN 979-1-03770-065-0)
- Les Convalescences, Paris, Éditions Sydney Laurent, 2020, 340 p. (ISBN 979-1-03263-543-8)
- Les morts ne peuvent pas être mauvais, Paris, Le Livre et la Plume, 2021, 180 p. (ISBN 978-2-37794-051-6)
- Une enfant dans le sable, Paris, Hésiode Éditions, 2021, 180 p. (ISBN 978-2-49313-501-8)
- Rencontres furtives, Paris, Le Livre et la Plume, 2021 (ISBN 978-2-37794-072-1)
- La Divine mystification (préf. Étienne Ruhaud), Paris, Douro, coll. « La Bleu-Turquin », 2023 (ISBN 978-2384-0622-94)

### Théâtre
- Poussières, Lyon, Aléas, 2002, 92 p. (ISBN 978-2-90801-620-8)

### Chansons, poèmes
- Chansons et poèmes de Paul Vecchiali, Saint-Chéron, Unicité, 2021, 136 p. (ISBN 978-2-37355-607-0)

### Préfaces
- Jean-Christophe Ferrari, Remorques de Jean Grémillon, Paris, Éditions de la Transparence, 2005, 71 p. (ISBN 978-2-35051-007-1)
- Jean Grémillon (recueil), Le cinéma ? Plus qu'un art !, Paris, L'Harmattan, 2010, 312 p. (ISBN 978-2-29612-718-0)

## Distinctions

### Décoration
- 2019 :  Officier de l'ordre des Arts et des Lettres[18]

### Hommage
- En 2022, le cinéma Grand Action, à Paris, donne son nom à l'une de ses salles[19].

### Récompenses
- Mostra de Venise 1988 :
  - prix de la critique Bastone Bianco pour Once More (Encore) (partagé avec La Dernière Tentation du Christ
  - Ciak d'or pour Once More (Encore) (partagé avec Camp de Thiaroye)

### Nominations et sélections
- Festival de Cannes 1978 : palme d'or du meilleur court métrage pour Maladie
- Festival international du film de Valladolid 1978 : Meilleur film pour La Machine
- Festival international du film de Chicago 1979 : Hugo d'or du meilleur film pour Corps à cœur
- Festival international du film de Chicago 1983 : Hugo d'or du meilleur film pour En haut des marches
- Festival international du film de Valladolid 1983 : Meilleur film pour En haut des marches
- Festival du film de Taormine 1994 : Meilleur film pour Wonder Boy (De sueur et de sang)
- Festival de Cannes 2004 : prix CICAE pour À vot' bon cœur
- Festival international du film de Locarno 2014 : Meilleur film pour Nuits blanches sur la jetée
- Festival de Cannes 2016 : Palme queer pour Le Cancre
- Festival international du film de Gijón 2017 : Grand Prix des Asturies du meilleur film pour Les Sept Déserteurs ou la Guerre en vrac
- Festival international du film indépendant IndieLisboa 2018 : Meilleur film pour  Train de vies ou les Voyages d'Angélique et Les Sept Déserteurs ou la Guerre en vrac
- Festival du film de Lisbonne et d'Estoril 2020 : Meilleur film pour Un soupçon d'amour

### Radio
- « Paul Vecchiali, franc-tireur enchanté », France Musique, Cinéma song de Thierry Jousse, le 5 février 2015

### Vidéographie
- 2005 : Paul Vecchiali en diagonales, documentaire d'Emmanuel Vernières
- 2006 : Jean Gourguet, un artisan du cinéma, documentaire télé de Christophe Bier : témoignage de Paul Vecchiali
- 2010 : Jean Aurenche, écrivain de cinéma, documentaire d'Alexandre Hilaire et Yacine Badday ; Paul Vecchiali témoigne de sa collaboration avec Jean Aurenche
- 2016: Revoir La Martine, documentaire de Pascal Catheland.